# Rauvolfia salicifolia
Rauvolfia salicifolia là một loài thực vật có hoa trong họ La bố ma. Loài này được Griseb. miêu tả khoa học đầu tiên năm 1863.